# Emma Bones
Emma Bones (* 25. Juli 1999 in Malvik) ist eine norwegische Schauspielerin. Sie tritt derzeit in der Netflix-Serie Ragnarök auf.

## Leben und Karriere
Bones wuchs in Vikhammer (Kommune Malvik) auf. Sie besuchte die Theaterline der Charlottenlund videregående skole und von 2018 bis 2019 die Romerike Folkehøgskole. Im Herbst 2019 begann sie eine Schauspielausbildung an der Kunsthochschule Oslo. Von 2018 bis 2019 war sie in ihrer ersten Rolle in der Fernsehserie Heimebane zu sehen. Dort spielte sie in zwei Staffeln die Figur der Camilla Mikkelsen. Im März 2019 wurde bekannt, dass sie eine Rolle in der ersten norwegischen Netflix-Produktion Ragnarök übernehmen werde.

## Filmografie

### Kurzfilme
- 2019: Satans Barn

### Fernsehen
- 2018–2019: Heimebane
- 2020: Ragnarök